# Шайтергауфен

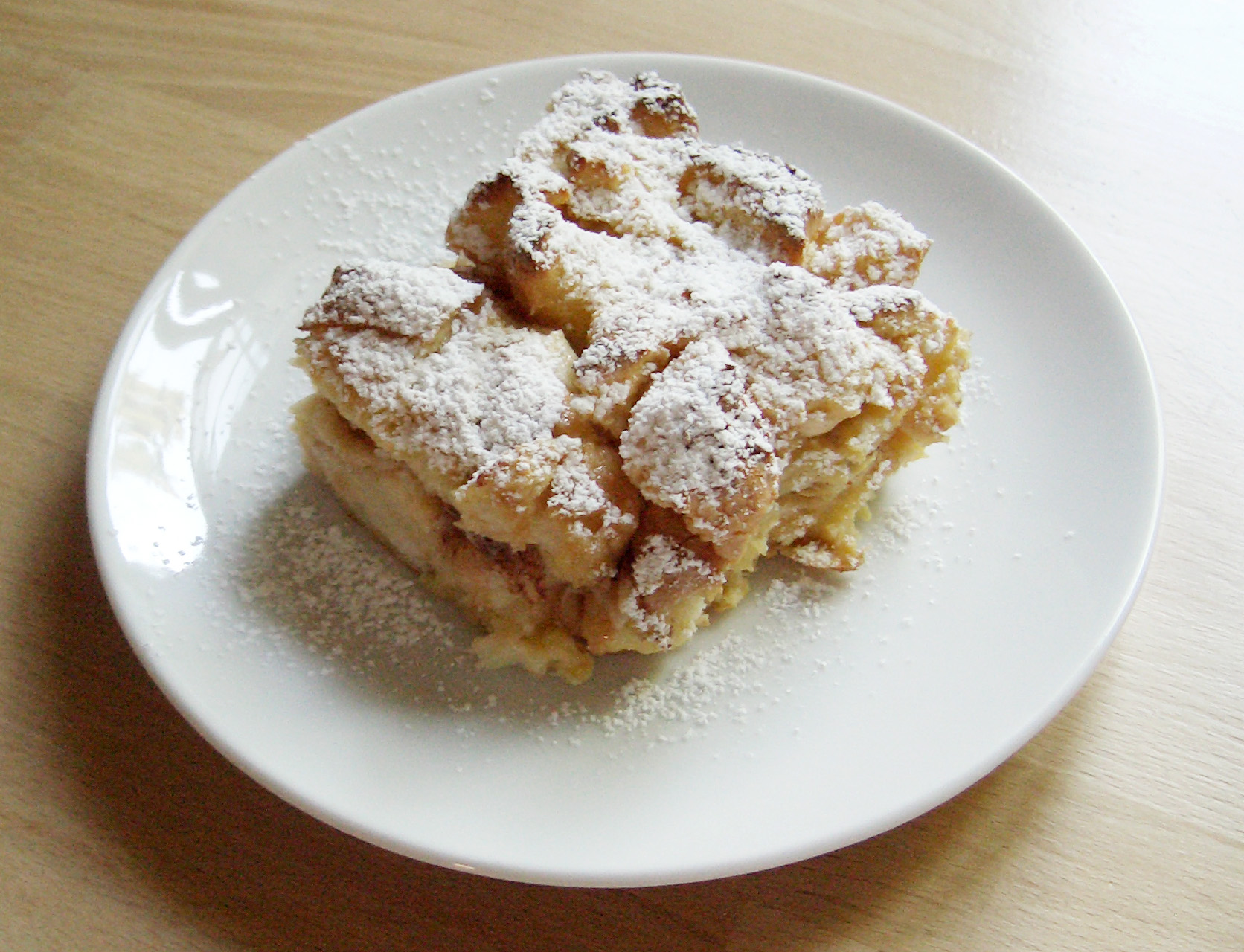
Шайтергауфен

«Ша́йтергауфен» (нім. Scheiterhaufen — «багаття») — австрійський, німецький та чеський десерт або основна страва, мельшпайзе, спеціалитет баварської кухні.
Шайтергауфен представляє собобю викладену шарами запіканку з пшеничної булки, бріоші або тостового хліба з крупно порізаними яблуками або грушами та родзинками, залитими солодкою яєчно-молочною сумішшю. Додатковими інгредієнтами можуть бути мигдаль, кориця та вершкове масло, а родзинки іноді розмочують в ромі. Спочатку страву готували для утилізації продуктових залишків. Схожою стравою є південнонімецький десерт «офеншлупфер». Шайтергауфен зазвичай посипають цукровою пудрою і подають з фруктовим або ванільним соусом, а також горіховим або ванільним морозивом. В Австрії шайтергауфен за кілька хвилин до готовності змащують збитим яєчним білком.